# Édes Emma, drága Böbe
Édes Emma, drága Böbe é um filme de drama húngaro de 1992 dirigido e escrito por Szabó István. Foi selecionado como representante da Hungria à edição do Oscar 1993, organizada pela Academia de Artes e Ciências Cinematográficas.

## Elenco
- Johanna ter Steege - Emma
- Enikö Börcsök - Böbe
- Péter Andorai - Stefanics - Director
- Éva Kerekes - Szundi
- Ildikó Bánsági - Emma (voz)
- Irma Patkós - Hermina
- Erzsi Pásztor - Rózsa
- Hédi Temessy - Mária